# La última señora Anderson
La última señora Anderson (comercialitzada en anglès a nivell mundial com The Fourth Victim i en italià com In fondo alla piscina) és una pel·lícula de terror i misteri de coproducció hispano-italiana del 1971 dirigida per Eugenio Martín Márquez amb un guió escrit per Sabatino Ciuffini, Vicente Coello, J.B. Gilford i Santiago Moncada i protagonitzat per un repartiment internacional encapçalat per Carroll Baker, Michael Craig i José Luis López Vázquez.

## Sinopsi
Un milionari anglès anomenat Arthur Anderson, casat feliçment per tercera vegada, després de tres matrimonis frustrats, troba el cos nu de la seva última esposa surant en la piscina de la seva casa. Tot indica que ha estat un accident, però la policia començarà una recerca, ja que les seves anteriors esposes també han mort en circumstàncies estranyes. Simultàniament, una nova veïna sembla mostrar interès per Arthur

## Repartiment
- Carroll Baker...	Julie Spencer / Lillian Martin
- Michael Craig	...	Arthur Anderson
- Miranda Campa 	...	Felicity Downing
- José Luis López Vázquez	...	Inspector Dunphy
- Enzo Garinei... El predicador

## Premis
Ramiro Gómez va guanyar el premi als millors decorats als Premis del Sindicat Nacional de l'Espectacle de 1971.